# Hors les murs
Hors les murs je belgicko-kanadsko-francouzský hraný film z roku 2012, který režíroval David Lambert. Snímek měl světovou premiéru na Filmovém festivalu v Cannes dne 20. května 2012. Na MFF Karlovy Vary byl film uveden pod názvem Za zdmi.

## Děj
Paulo žije s přítelkyní Ankou, ale oba cítí, že jejich vztah není upřímný. Jednoho večera se Paulo seznámí s barmanem Ilirem, který je albánského původu. Ilir je ve volném čase baskytaristou v hudební skupině a Paulo si vydělává jako pianista v kině, kde promítají němé filmy. Paulo se do Ilira zamiluje. Rozejde s Ankou, ta přes vyhodí z bytu a Paolo se přestěhuje k Ilirovi. Ten zpočátku není nadšený, považoval jejich vztah za flirt na jednu noc, avšak vyvine se mezi nimi intenzivní vztah. Ilir jednoho dne odjíždí na cestu, ze které se už nevrátí. Po čase od něj Paolo dostane dopis, že je na 18 měsíců ve vězení, protože vezl přes hranice hašiš. Paolo za ním začne pravidelně jezdit, ale Ilir jeho návštěvy později odmítne. Paolo se přestěhuje k Édouardovi, kterého poznal v obchodě. Jeho vztah k Ilirovi se mění. Když je Ilir propuštěn, stráví spolu jednu noc, ale poté se rozcházejí.

## Obsazení
| Guillaume Gouix           | Ilir                        |
| Matila Malliarakis        | Paulo                       |
| David Salles              | Édouard                     |
| Mélissa Désormeaux-Poulin | Anka                        |
| Flonja Kodheli            | Elina                       |
| Adonis Danieletto         | recepční v hotelu Métropole |
| Carmela Locantore         | Ilirova matka               |
| Matilda Perks             | zpěvačka                    |
| Marcos Adamantiadis       | celník                      |

## Ocenění
- Filmový festival v Cannes: soutěž o Zlatou kameru
- vítěz Grand Rail d'or
- Prix Jutra: nominace na nejlepší střih (Hélène Girard)